# Bielcza (potok)
Bielcza (Bełcza) – potok, lewobrzeżny dopływ Jasiołki o długości 12,88 km.
Potok płynie we wschodniej części Beskidu Niskiego. Jego źródła znajdują się pod głównym grzbietem wododziałowym Karpat. Po przebyciu wąskiego przesmyku między ramionami Kamienia (na wschodzie) i Tokarni (692 m n.p.m.) na zachodzie wypływa na teren niewielkiej śródgórskiej kotliny, w której położone są Jaśliska. Na terenie tej wsi skręca raptownie ku północnemu zachodowi i tuż poniżej jej centrum, u stóp Pańskiej Góry (559 m n.p.m.), na wysokości ok. 430 m n.p.m. uchodzi do Jasiołki.